# Potash Corporation of Saskatchewan
La Potash Corporation of Saskatchewan Inc. (nota anche come PotashCorp) era una società canadese attiva nel settore minerario con sede a Saskatoon (Saskatchewan).

## Attività
La società rappresentava la più grande produttrice al mondo di cloruro di potassio, oltre che essere rispettivamente al secondo e terzo posto per quanto riguarda l'estrazione di azoto e potassio, tutti elementi fondamentali per la produzione di fertilizzanti, di cui la società è il primo produttore al mondo.
Alla fine del 2007 la società controllava il 22% della capacità produttiva mondiale di cloruro di potassio, il 2% di quella dell'azoto e il 6% della produzione di fosforo. La società è proprietaria anche di parte di Canpotex, che gestisce l'esportazione dei sali di potassio del Saskatchewan. Nel 2008 la società ha fatturato 9,45 miliardi di dollari, con un utile netto di 3,5 miliardi di dollari, impiegando 4879 dipendenti. Nel mese di agosto 2010 PotashCorp è stata oggetto di un'offerta pubblica di acquisto ostile da parte di BHP Billiton.
Il 1º gennaio 2018 la compagnia si è fusa con l'azienda con sede a Calgary Agrium, formando una nuova società denominata Nutrien.